# Ойтінген-ім-Гой
Ойтінген-ім-Гой (нім. Eutingen im Gäu) — громада в Німеччині, знаходиться в землі Баден-Вюртемберг. Підпорядковується адміністративному округу Карлсруе. Входить до складу району Фройденштадт.
Площа — 32,82 км2. Населення становить 5881 ос. (станом на 31 грудня 2020).